# Acaroceras helleri
Acaroceras helleri är en kvalsterart som beskrevs av Sandór Mahunka 1993. Acaroceras helleri ingår i släktet Acaroceras och familjen Microzetidae. Inga underarter finns listade i Catalogue of Life.